# سروزیر تاجیکستان
سروزیر تاجیکستان عنوانی است که به رئیس دولت کشور تاجیکستان گفته می‌شود. سروزیر پس از رئیس‌جمهور دومین فرد نیرومند کشور است. سروزیر کار کابینه را هماهنگ و به رئیس‌جمهور در اجرای وظایف دولت مشاوره و کمک می‌کند. قاهر رسول‌زاده سروزیر کنونی تاجیکستان است.